# St. Bruno (Köln)

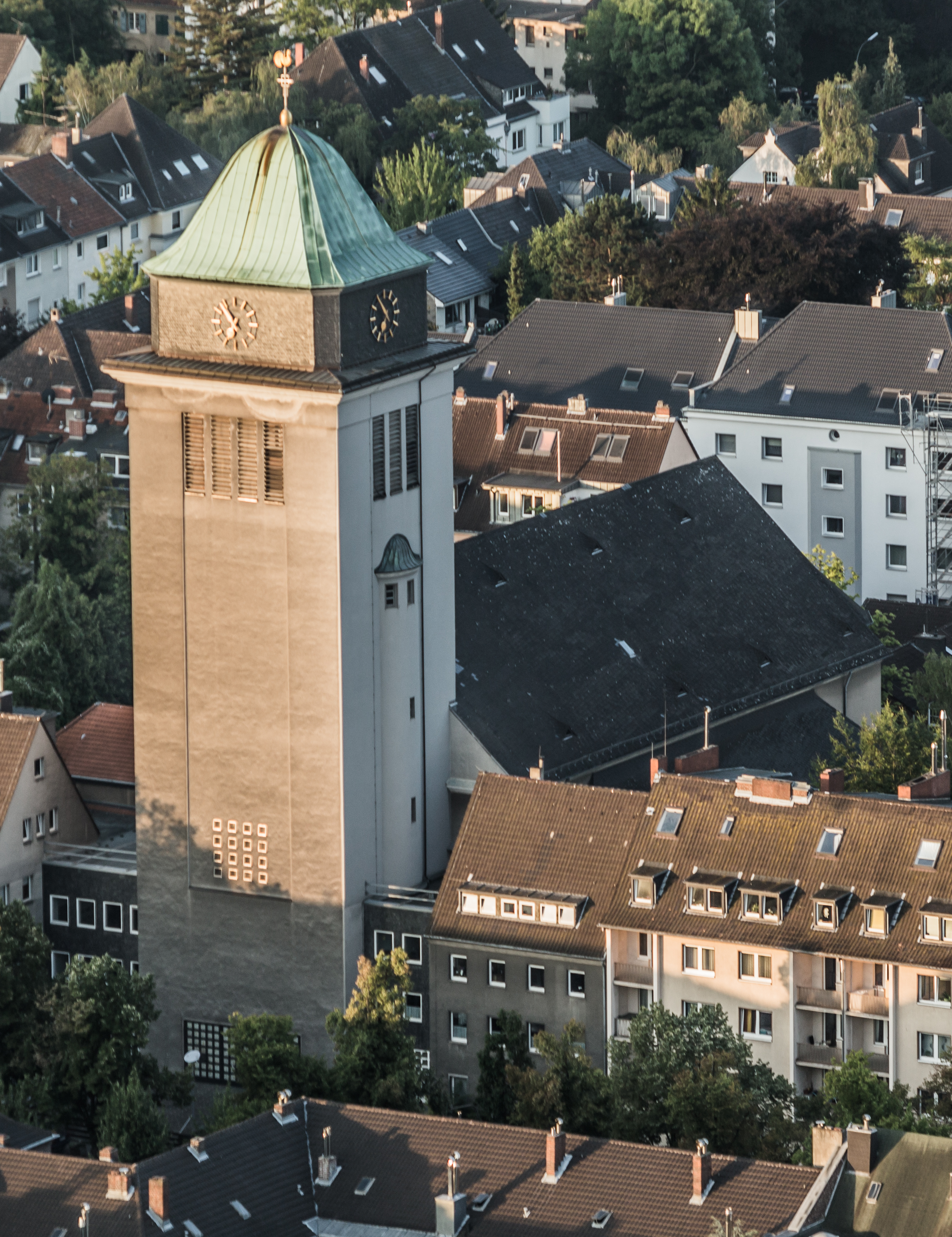
Luftbild auf Turm und Langhaus

St. Bruno ist eine römisch-katholische Pfarrkirche im Kölner Stadtteil Klettenberg, die in den Jahren 1924 bis 1926 nach Plänen des Mainzer Dombaumeisters Ludwig Becker erbaut und nach dem Zweiten Weltkrieg baulich stark verändert wurde. Die Kirche wurde im Oktober 1926 geweiht und steht unter dem Patrozinium des mittelalterlichen Kölner Erzbischofs Bruno. Seit 1983 ist sie denkmalgeschützt.

## Geschichte
Seit 1914 gab es seitens der Pfarrei St. Nikolaus in Sülz Bestrebungen, eine Filialkirche zu errichten. Noch während des Ersten Weltkrieges wurde ein Grundstück erworben und 1919 der Architekt Becker mit der Planung einer großen Kirche mit 950 Sitz- und 1200 Stehplätzen beauftragt. Für die Innenausstattung zeichnete der Kölner Architekt Hans Hansen verantwortlich.
Nach dem ersten Spatenstich und Baubeginn am 17. August 1924 legte ein knappes Jahr später, am 1. Juni 1925 Kardinal Karl Joseph Schulte den Grundstein für die Kirche, die am 10. Oktober 1926 auch durch ihn geweiht wurde. In den Folgejahren bis in den Zweiten Weltkrieg wurde die Kirche weiter ausgestattet, unter anderem mit Glocken, Krypta, den Fenstern und einer Orgel.
Nachdem 1942 ein Luftangriff bereits das Dach und die Fenster der Kirche zerstört hatte, blieben nach einem weiteren Angriff 1944 nur der Turm und Außenmauern von St. Bruno stehen. Man richtete unmittelbar nach Kriegsende zunächst eine provisorische Notkirche im nebenan liegenden Pfarrsaal, dem so genannten Brunosaal her, bevor 1948 Hans Hansen mit einem ersten Wiederaufbau beauftragt wurde. Diese „neue“ Kirche wurde 1949 erneut geweiht, diesmal durch Weihbischof Wilhelm Stockums.
Ein grundlegender Umbau wurde jedoch schon nach wenigen Jahren in Angriff genommen – unter anderem, da die eingezogene Rabitzdecke schwere Risse aufwies. Der Chor erhielt nun tief herabgezogene Betonmaßwerkfenster, die Decke wurde wieder geglättet und auch auf die Nischen in den Seitenwänden wurde verzichtet. St. Bruno erhielt neue Ausstattungsstücke, einen neuen Fußboden und neue Reliquien.
Weitere leichte Veränderungen ergaben sich durch Umbauten im Nachgang des Zweiten Vatikanischen Konzils ab 1973.
Am 18. Januar 1983 wurde St. Bruno unter der Nummer 1271 in die Denkmalliste der Stadt Köln aufgenommen.
Schließlich wurde ab 2005 eine erneute Renovierung der Decke erforderlich, bei der auch weitere Änderungen am Innenraum vorgenommen wurden.

## Baubeschreibung

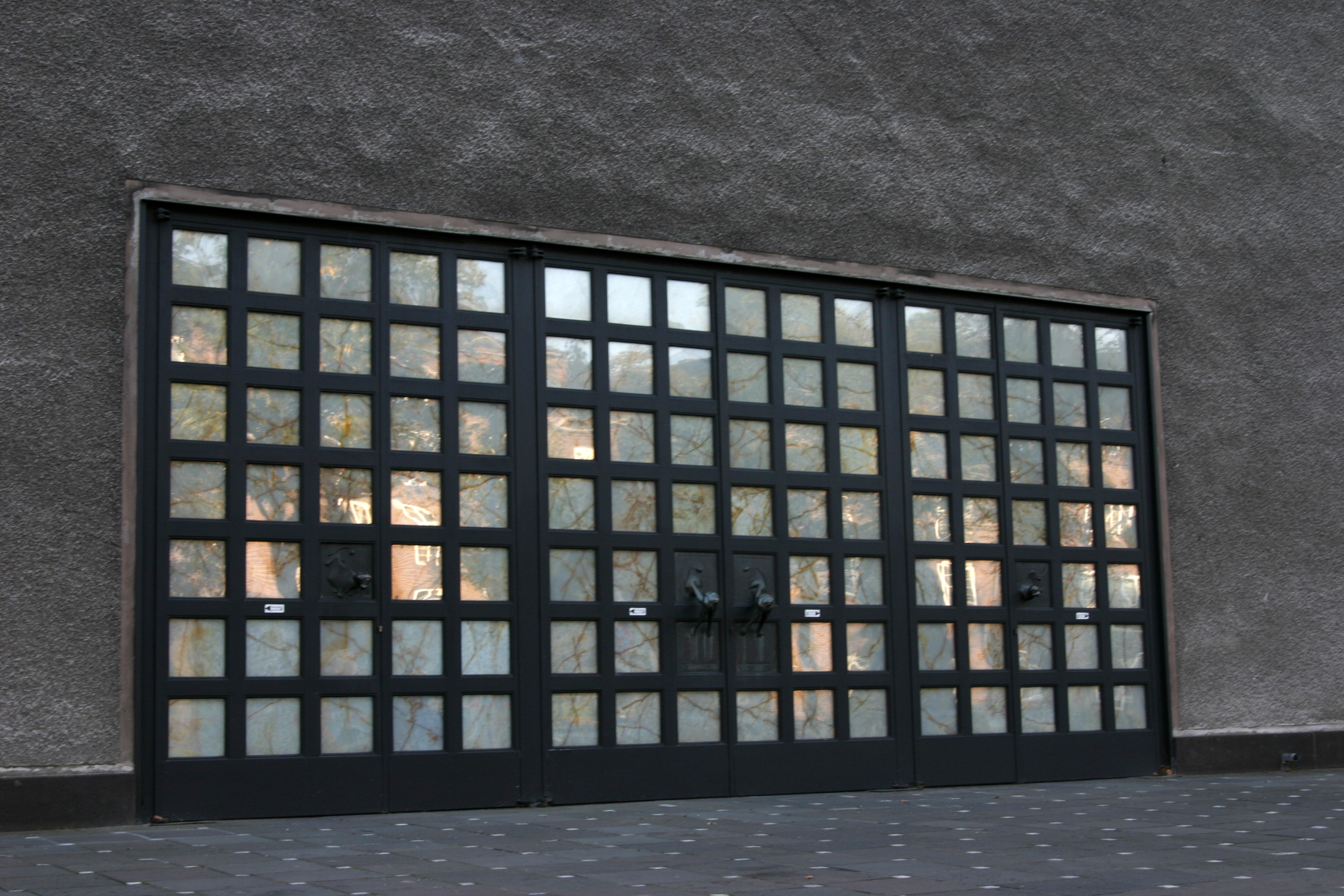
Eingangsportale

St. Bruno ist nicht geostet, sondern fügt sich – leicht erhöht – mit der Eingangsseite am Klettenberggürtel in die Wohnbebauung ein. Allerdings springt die Fassade etwas zurück, so dass ein kleines Plateau entsteht. Die ursprüngliche Architektur von Ludwig Becker war „gemäßigt expressionistisch“ und hatte barocke oder neuklassizistische Anklänge. Zur Straße hin liegt der im Krieg erhaltene, massige Turm, der mit einer Schweifhaube aus Kupfer gedeckt ist und die Vorhalle beherbergt. Er ist seitlich mit symmetrisch angeschlossenen Nebengebäuden ausgestattet. Das Langhaus mit Satteldach wird im Stile einer Basilika von niedrigeren, schmalen Seitenschiffen mit Pultdächern begleitet und mit einer – ebenfalls niedrigeren – Chorapsis abgeschlossen. Diese ist von den Proportionen her ein Pendant zum Turm gegenüber und wird auf beiden Seiten mit tief herabgezogenen Betonmaßwerkfenstern belichtet, die ein Werk der Nachkriegszeit sind.

## Ausstattung

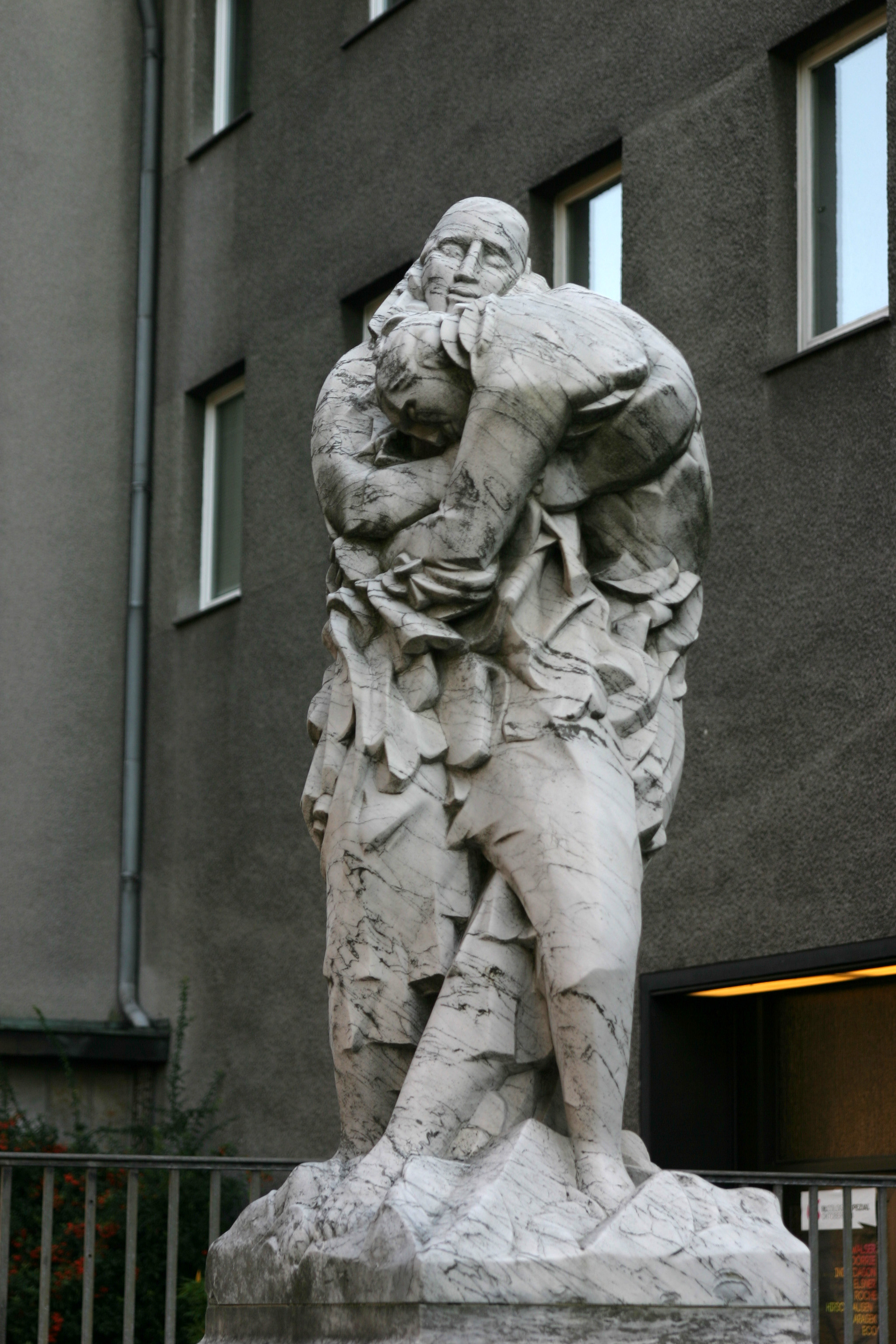
links: Jakobs Kampf mit dem Engel Gottes, Elmar Hillebrand, 1966
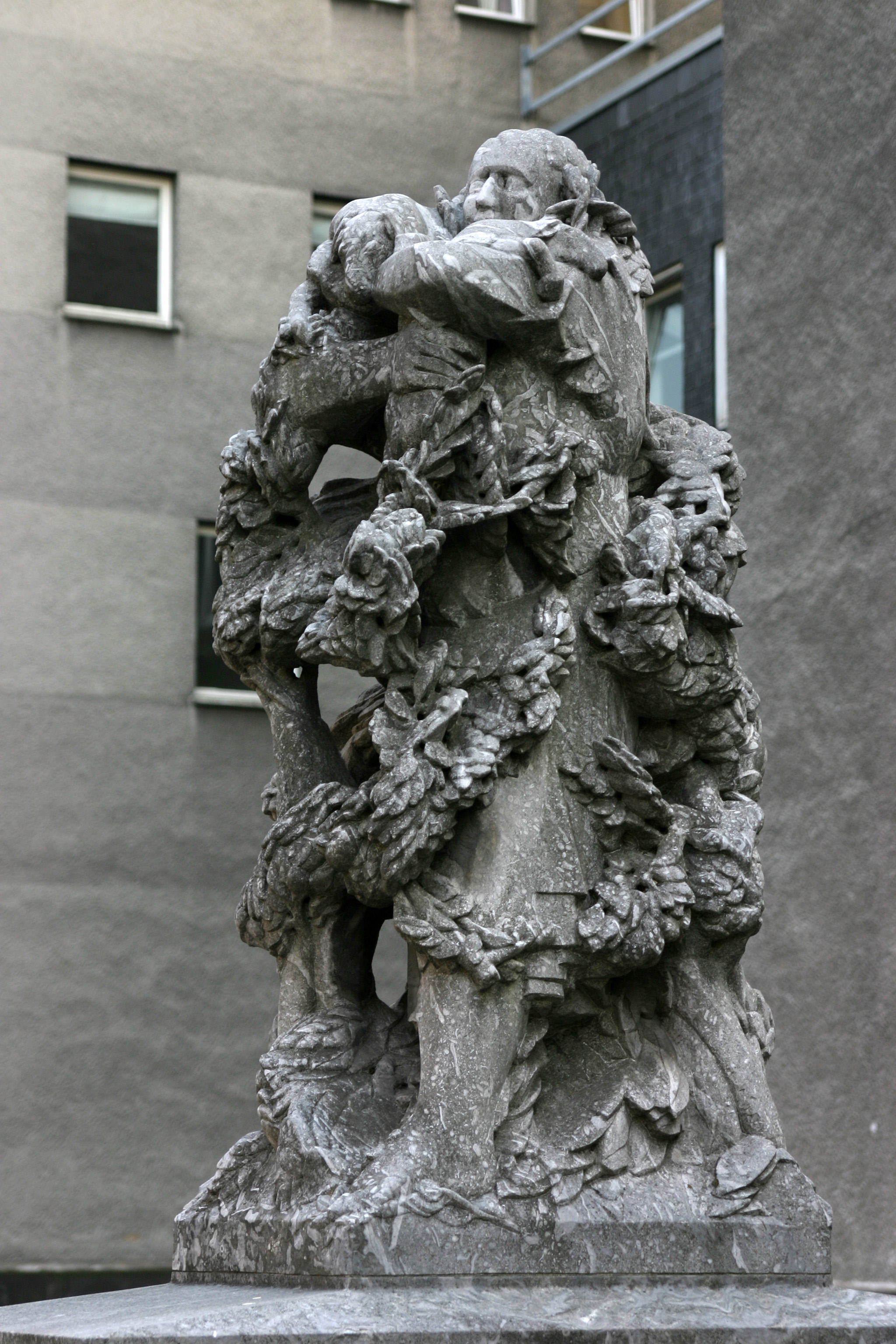
rechts: Der gute Hirt im Dorngestrüpp des menschlichen Daseins, Elmar Hillebrand, 1967

Zwei Marmorskulpturen von Elmar Hillebrand flankieren den Vorplatz an der Straßenseite. Sie stellen Jakobs Kampf mit einem Engel und Jesus als den guten Hirten dar. Hillebrand gestaltete auch den Altar, den Bronzeleuchter und den Taufsteindeckel.
Das Triumphkreuz am Hauptaltar der Kirche schuf 1957 der Kölner Künstler Hanns Rheindorff. Für die Herstellung aus Silber und Email wurde von Gemeindemitgliedern Schmuck und Tafelsilber gespendet. Ebenfalls von Rheindorff und Lotte Fries stammt das als Bundeslade gestaltete Tabernakel.
Für die vier Fenster in der Krypta hat der Künstler Jakob Berwange alttestamentarische Szenen ausgewählt.
Das vierstimmige Geläut aus dem Bochumer Verein wurde 1948 neu aus Gussstahl gefertigt, nachdem drei der vier ursprünglichen Glocken der Glockengießerei Otto von 1929 im Zweiten Weltkrieg eingeschmolzen worden waren. Die Schlagtöne sind h0–d1–e1–g2.

## Orgel

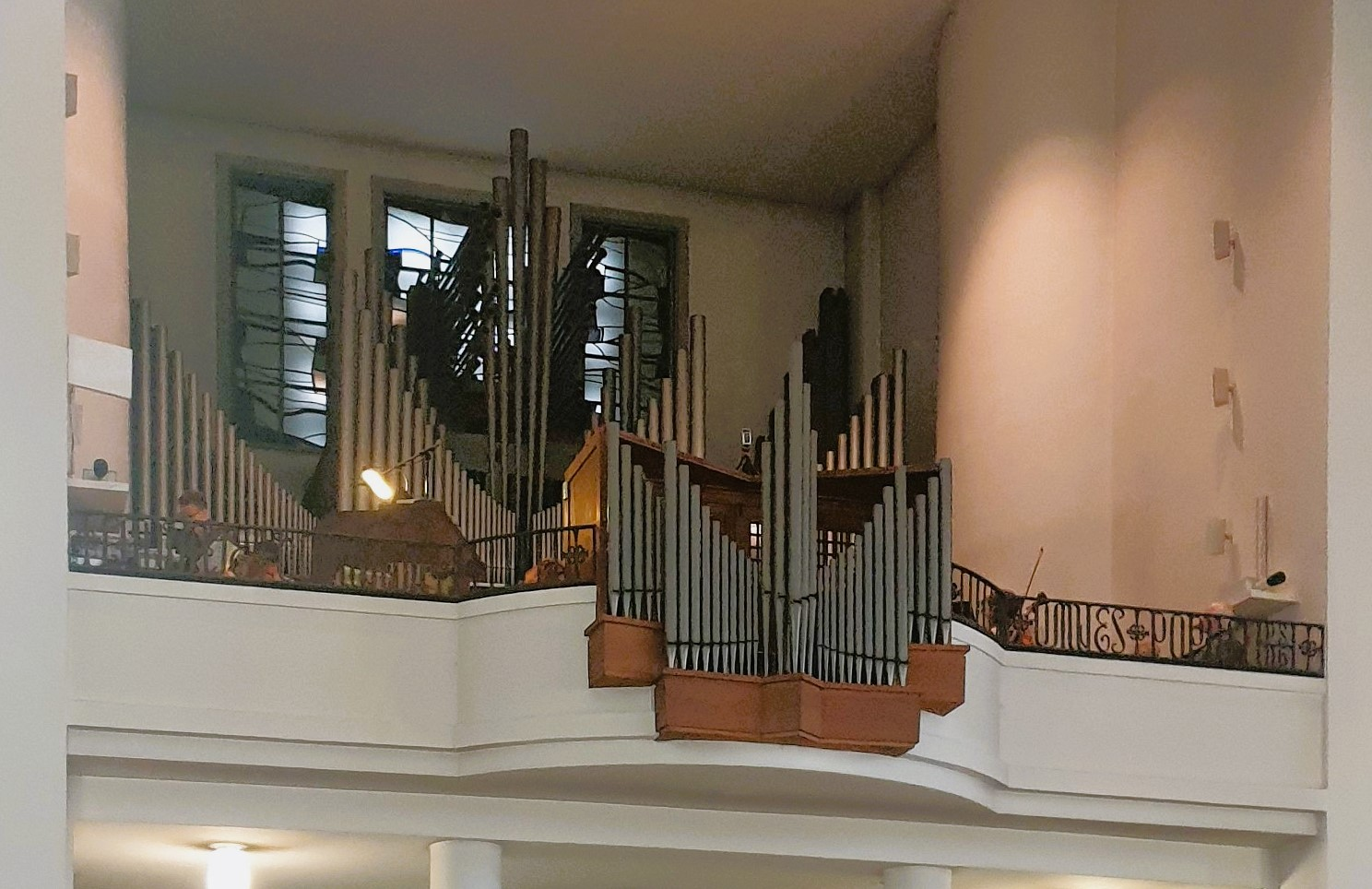
Die Klais-Orgel

Die 1940 erbaute Orgel der Johannes Klais Orgelbau in Bonn wurde 1959 erweitert und 2008 grundlegend überholt. Sie hat drei Manuale, ein Pedalwerk und insgesamt 44 Register; ihr Spieltisch ist hinsichtlich der Tasten, der Schalter für die Register und der Holzverkleidung noch im Originalzustand. Ihre Disposition lautet:
| I Hauptwerk C–g3    |     |
| Gedackt Pomer       | 16′ |
| Prinzipal           | 8′  |
| Rohrflöte           | 8′  |
| Gemshorn            | 8′  |
| Oktave              | 4′  |
| Holzflöte           | 4′  |
| Superoktav          | 2′  |
| Rauschpfeife II–III |     |
| Mixtur IV–V         |     |
| Trompete            | 8′  |

| II Oberwerk C–f3 |       |
| Holzflöte        | 8′    |
| Salicional       | 8′    |
| Querflöte        | 4′    |
| Nasard           | 2 ⁄3′ |
| Schwegel         | 2′    |
| Terzian II–III   |       |
| Cymbel IV        |       |
| Dulcian          | 16′   |
| Trompete         | 8′    |

| III Rückpositiv C–g3 |       |
| Quintadena           | 8′    |
| Lieblich Gedackt     | 8′    |
| Blockflöte           | 4′    |
| Prinzipal            | 2′    |
| Sifflöte             | 1 ⁄3′ |
| Sesquialter II       |       |
| Scharff III–IV       |       |
| Krummhorn            | 8′    |

| Trompeteria C–g3    |     |
| Fagott              | 16′ |
| Trompete harmonique | 8′  |
| Schalmay            | 4′  |
| Cornett V           |     |

| Pedal C–f1    |     |
| Untersatz     | 32′ |
| Prinzipalbass | 16′ |
| Subbass       | 16′ |
| Zartbass      | 16′ |
| Oktavbass     | 8′  |
| Gedacktbass   | 8′  |
| Choralbass    | 4′  |
| Bassflöte     | 4′  |
| Nachthorn     | 2′  |
| Hintersatz IV |     |
| Posaune       | 16′ |

- Koppeln: II-I, III-I, III-P, II-P, I-P

Anmerkungen
1. ↑  Register an I, II und P koppelbar

## Glocken
Das Geläut von St. Bruno besteht aus vier Gussstahlglocken, die 1948 von der Glockengießerei des Bochumer Vereins gegossen wurden.
| Nr. | Name        | Durchmesser (mm) | Masse (kg) | Schlagton (HT-1/16) | Inschrift             |
| --- | ----------- | ---------------- | ---------- | ------------------- | --------------------- |
| 1   | Christkönig | 2020             | 3710       | h°-2                | CHRISTKÖNIG PREIS ICH |
| 2   | Maria       | 1700             | 2120       | d’-1                | MARIENS LOB KÜND ICH  |
| 3   | Bruno       | 1515             | 1410       | e’-8                | ST. BRUNO RUF ICH     |
| 4   | Elisabeth   | 1275             | 0873       | g’-11               | ELISABETH HÖR MICH    |